# Nodocephalosaurus
A Nodocephalosaurus (jelentése 'csomósfejű gyík', a latin nodus 'csomó', 'dudor', valamint az ógörög κεφαλή / kephale 'fej' és σαυρος / szaürosz 'gyík' szavak összetételéből) az ankylosaurida dinoszauruszok egyik neme, melyet az Amerikai Egyesült Államok Új-Mexikó államában levő késő kréta kori (késő campaniai alkorszakbeli) San Juan-medencében fedeztek fel. Holotípusa, egy részleges koponya a Kirtland-formáció részét képező De-na-zin tagozat késő campaniai alkorszakbeli rétegéből került elő. Egyetlen faja ismert, a Nodocephalosaurus kirtlandensis. A Nodocephalosaurushoz hasonló dinoszauruszok emlékeztetnek az ázsiai formákra, és bizonyítékkal szolgálhatnak arra, hogy az ázsiai dinoszauruszok Észak-Amerikába vándoroltak a késő kréta kor során.

## Anatómia és osztályozás
A Nodocephalosaurus koponyadíszítésének mintája „megkülönböztethető a félig ellaposodott, illetve gumós, sokszögű bőrcsontok által, melyek kétoldalt szimmetrikusan helyezkednek el a homlok és az orr területén”, emellett pedig deltoid alakú, a felső állcsont hátsó részén (os quadratojugale) levő peremeket, valamint gúla alakú pikkelycsont (os squamosum) domborulatokat tartalmaz.
A típusfajról készült leírás szerint a taxon a mongol ankylosauridákra, a Saichania chulsanensisre és a Tarchia giganteára hasonlít, továbbá e három taxon egy kládot alkot az Ankylosaurinae alcsaládon belül. Azonban Matthew K. Vickaryous és szerzőtársai (2004-ben) úgy vélték, hogy ez a megjelölés csak ideiglenes, és a nemeket az Ankylosaurinae alcsaládon belül bizonytalanként (incertae sedisként) tüntették fel.
Létezik bizonyíték arra, hogy a maxilla orrmelléküregeket tartalmaz. Robert M. Sullivan pedig (1999-ben) megjegyezte, hogy a korábban a Kirtland-formációból begyűjtött, és az Euoplocephalushoz, illetve a Panoplosaurushoz kapcsolt leletanyag talán valójában szintén a Nodocephalosaurushoz tartozik.

## Fordítás
Ez a szócikk részben vagy egészben a Nodocephalosaurus című angol Wikipédia-szócikk ezen változatának fordításán alapul.  Az eredeti cikk szerkesztőit annak laptörténete sorolja fel. Ez a jelzés csupán a megfogalmazás eredetét és a szerzői jogokat jelzi, nem szolgál a cikkben szereplő információk forrásmegjelöléseként.